# Olosz Ferenc
Olosz Ferenc (Kovászna, 1944. február 2. –) erdélyi magyar matematikus, középiskolai tanár, szakíró.

## Életútja
Középiskoláit szülővárosában végezte; 1966-ban a Babeș-Bolyai Egyetemen szerzett matematikatanári oklevelet. 1966–1968 között a csutakfalvi általános iskolában, 1968–1969-ben a gyergyóremetei, 1969–1974 között az erdődi líceumban, 1974–1990 között a szatmárnémeti ipari líceumban tanított; 1990-től 2010-ig, amikor nyugdíjazták, a szatmárnémeti Kölcsey Ferenc Elméleti Líceum tanára volt.

## Munkássága
Első szakcikkét a Matematikai Lapok (1990/3) közölte; ugyanitt, valamint az Alapozó (Szatmárnémeti), az Octogon (Brassó) és a Pi (Miskolc) című szaklapokban jelentek meg matematikai szaktanulmányai, valamint több mint 150 matematikai feladata. Középiskolásoknak szánt trigonometriai és mértani összefoglalóit önállóan is kiadták (Szatmárnémeti 1992, 1993).

### Könyvei
- Matematika és módszertan (Olosz Etelkával), BBTE Szatmárnémeti Kihelyezett Tanárképzó
- Egyenletek. 1. Megoldási módszerek, 2. Feladatgyűjtemény, ZALAMAT Alapítvány

### Díjai
- Farkas Gyula-emlékérem, 2008[1]
- Beke Manó-emlékdíj, 2011[2]
- Apáczai-díj, 2012[3]